# Regionalbus Augsburg
Die Regionalbus Augsburg GmbH (kurz: RBA) ist ein Omnibusunternehmen in Bayern mit Sitz in Augsburg. Es bedient Regional- und Überlandlinien im südwest- und mittelbayerischen Raum zwischen Altmühl und Bodensee mit dem Regierungsbezirk Schwaben, dem nördlichen Teil des Regierungsbezirks Oberbayern sowie einigen angrenzenden Landkreisen. Schwerpunkte sind die Regionen um die Städte Augsburg, Dillingen, Donauwörth, Eichstätt, Ingolstadt, Kempten (Verkehrsgemeinschaft Kempten), Lindau, Marktoberdorf und Neu-Ulm. Daneben ist die RBA als Betreiber oder Subunternehmer an den Stadtbussystemen verschiedener Städte beteiligt.
Gemeinsam mit Tochterfirmen befördert die RBA pro Jahr rund 27 Millionen Fahrgäste im Linien-, Schüler- und Werksverkehr.
Neben der Zentrale in Augsburg befinden sich Betriebshöfe in Augsburg, Dillingen an der Donau, Ingolstadt (Gaimersheim), Kempten (Allgäu), Kaufbeuren, Lindau (Bodensee) und Neu-Ulm sowie Büros in Donauwörth. Geschäftsführer sind Josef Zeiselmair und Dominic Kuhn.
Die Gesellschaft betreibt ungefähr 170 eigene Fahrzeuge; weitere rund 350 Fahrzeuge von Subunternehmern sind im Auftrag der RBA unterwegs. Darüber hinaus kann das Unternehmen auf ungefähr 380 Omnibusse der Gesellschafterunternehmen zurückgreifen. Bei den eigenen Bussen handelt es sich dem Einsatz entsprechend vorwiegend um Überlandbusse; zumindest in den ersten Jahren dominierte die Marke (Kässbohrer) Setra, übernommene Bundesbahnbusse. In der Regel sind heute die Fahrzeuge hellgrau, mit einem breiten roten und einem schmalen dunkelblauen Zierstreifen versehen.

## Geschichte

Altes Logo (1989 bis 2011)

Neues Logo ab 2011

1989 wurde der Busverkehr der Deutschen Bundesbahn und der Deutschen Bundespost in Schwaben (außer dem Allgäu) und im nördlichen Oberbayern in eine privatrechtliche Gesellschaft, die RBA Regionalbus Augsburg GmbH, eingebracht.

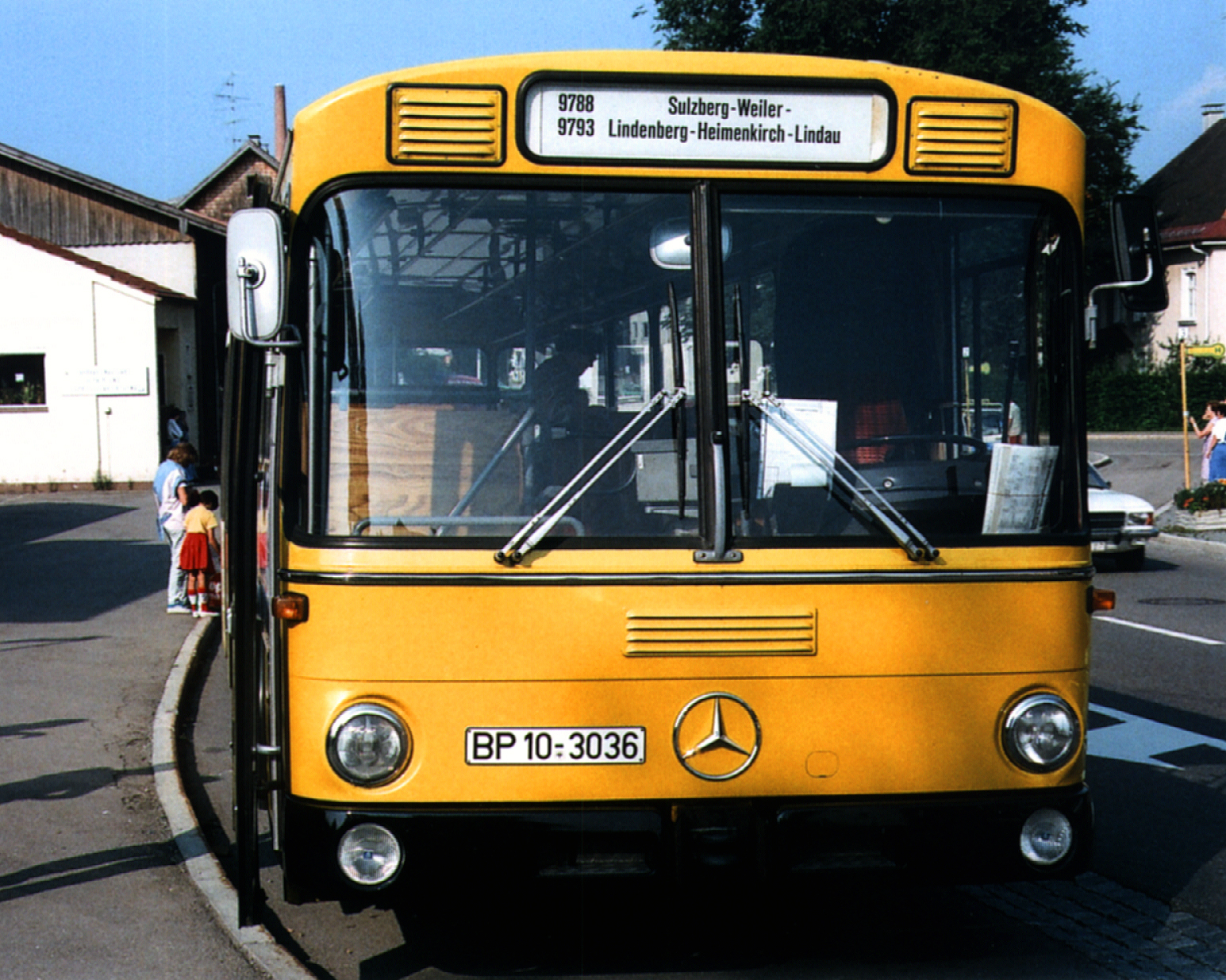
Postbus in Lindenberg auf der Fahrt Richtung Lindau (1984)

1992 wurden die Gesellschaftsanteile von der BVS Busverkehr Schwaben Beteiligungs GmbH übernommen, einem Konsortium lokaler, privater Busunternehmer und lokaler Gebietskörperschaften.

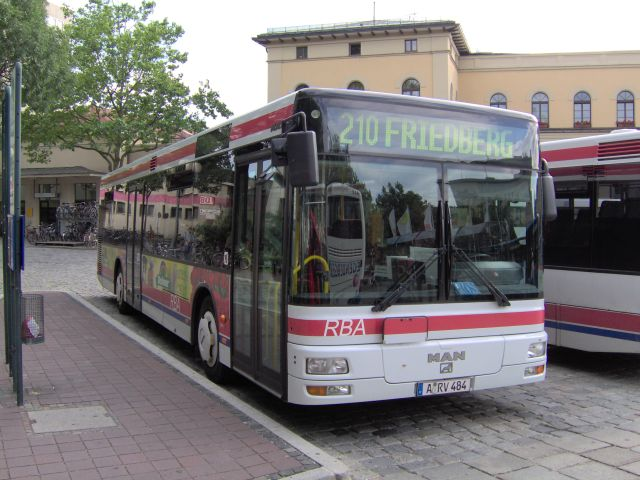
RBA-Bus am Augsburger Hauptbahnhof – noch vor Einführung des AVV-Verbunddesigns

Von 1994 bis 2010 betrieb die RBA den Stadtbus Lindau. Dieser wurde im Rahmen einer Inhouse-Vergabe mit Gründung eines eigenen Unternehmens von der Stadt Lindau selbst übernommen.
Seit dem 10. Dezember 2023 betreibt der Regionalbus Augsburg mit der Linie 21 eine Linie die auch auf ausländischem Gebiet, nämlich in Vorarlberg verkehrt.

## Tochterunternehmen

### Schwabenbus GmbH

Logo der Schwabenbus GmbH

Als Tochterunternehmen der Regionalbus Augsburg GmbH betreibt die Schwabenbus GmbH den Busverkehr im Raum Dillingen.
Seit Januar 2016 bedient die Schwabenbus GmbH im Rahmen der europaweiten Ausschreibung im ÖPNV im Augsburger Verkehrs- und Tarifverbund (Kurz AVV) etliche Linien. Für diesen Zweck wurden vier Solobusse und drei Gelenkbusse nach den neuen AVV-Richtlinien angeschafft. Im August 2016 folgten weitere zehn Solobusse nach der Vorgabe des AVV. Zurzeit werden auch noch Busse der RBA eingesetzt, die der Schwabenbus GmbH bereitgestellt werden. Ende Juli 2016 beendete die Schwabenbus ihren Auftragsverkehr vom AVV im Bereich Kissing – Mering sowie in Königsbrunn, da diese durch die Ausschreibung im AVV an die DB Regio Bus Bayern GmbH (DRB) sowie die Staudenexpress GmbH (Baumeister Reisen, Markt Wald/ Allgäu Airport Express, Memmingerberg/ HZ Linienverkehr GmbH Fischach) fiel.
Im Mai 2017 hat die Schwabenbus ihre Verkehre im sogenannten Holzwinkel um Welden und Neusäß aufgrund einer Ausschreibung an die Firma Demmelmair aus Friedberg abgegeben. Meist werden dort aber Regionalbusse von Egenberger Reisen im Auftragsverkehr (Kooperationsvertrag) eingesetzt.
Im Dezember 2017 hat die Schwabenbus in Folge einer Ausschreibung das Bündel Wertach02 gewonnen. Hier für wurden acht Solowagen sowie vier Gelenkbusse vom Typ Daimler-Benz Citaro LE Step 3 für diese Linien beschafft.
Von März bis September 2018 wurde der Schienenersatzverkehr in den Landkreisen Unterallgäu und Ravensburg betrieben. Schwabenbus übernahm alle Zugverbindungen der DB Regio Bayern auf der Strecke Buchloe – Leutkirch. Schwabenbus setzte neben acht eigenen auch gemietete Fahrzeugen der RBA ein. Zudem wurden viele Auftragsunternehmen eingesetzt: Gairing Omnibusverkehr (Neu-Ulm), Stuhler Reisen (Schwabmünchen), Baderbus GmbH (Böhen), BBS Brander (Unterällgau/ Ottobeuren), Heinz Schneider (Landsberg a. Lech), Linder Omnibusverkehr (Bad Wörishofen).

### Adam Pfahler
Sitz: Kempten (Allgäu)

### Neu-Ulmer Busgesellschaft (NeUBus)
Sitz: Neu-Ulm
Seit Anfang 2017 ist die NeUBus Linienbetreiber auf etlichen Linien im Donau-Ries Verkehrsverbund.

### Regionalbus Isny (RBI)
Sitz: Isny im Allgäu
Das 1928 gegründete Unternehmen Gebr. Fuoss Reisen GmbH & KG ging im Jahr 2006 in die Regionalbus Isny GmbH über. Das Unternehmen betreibt seit jeher die Linien Isny-Röthenbach Bhf und Isny-Oberstaufen (früher: Isny-Harbatshofen), sowie den Stadtverkehr von Isny. Als Subunternehmen agieren teils Volk Reisen und Omnibus Held.

### Pflügler am Ammersee GmbH
Das ehemalige Busunternehmen Hans Pflügler GmbH wurde im September 2010 an die Regionalbus Augsburg GmbH verkauft. Bis Mai 2011 betrieb die Firma Pflügler einen eigenen Betriebshof in Schondorf am Ammersee. Nach der Schließung des Betriebshofes stehen die Busse heute bei einer Firma zur Miete.
Nachdem das Alte Rauschenberger Gelände abgerissen wurde, ist somit auch der Standort Schondorf am Ammersee nicht mehr existent. Seit dem Jahr 2017 ist ein neuer Betriebshof in Finning die Heimat der 2 Gelenkwagen, 1 Setra S 315 UL-GT FL2003, 1 Irisbus Crossway der RBA Est. Schwabmünchen, 1 MAN Lions City der RBA Augsburg 1 Mercedes-Benz Citaro L 15 m aus dem Schwabenbus Betrieb von Dillingen An der Donau.

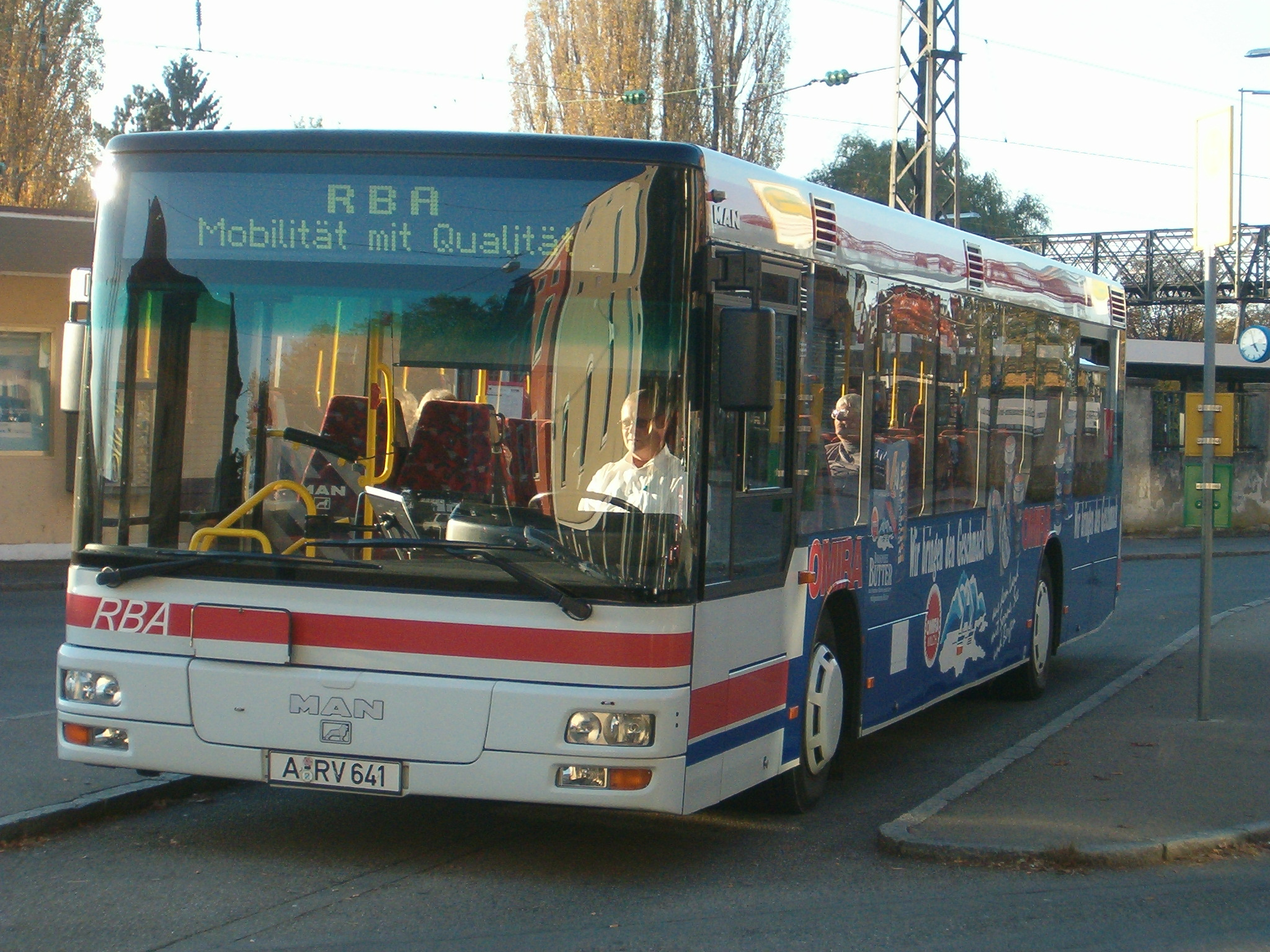
MAN-Linienbus im Bahnhof Lindau

## Kartellverfahren 2016 und 2017 (noch nicht abgeschlossen)
Am 4. August 2017 wurde öffentlich bekannt, dass staatsanwaltliche Ermittlungen aufgrund des Verdachts von kartellrechtlich relevanten Absprachen bei Ausschreibungen gegen die RBA, ihre Gesellschafter sowie weitere verbundene Unternehmen geführt werden. Im Juni 2016 wurde deshalb bei der RBA in Augsburg sowie beim Tochterunternehmen Schwabenbus und weiteren Busunternehmen bei einer Razzia von der Staatsanwaltschaft Augsburg Akten und Computer beschlagnahmt. 2017 ist auch die Vergabe von Schulbuslinien betroffen.